# فرانكي بالتازار
فرانكي بالتازار (بالإنجليزية: Frankie Baltazar)‏ مواليد 14 أبريل 1958 في لوس أنجلوس، هو ملاكم محترف أمريكي سابق صنّف ضمن فئة الوزن الخفيف.

## إحصائيات
خاض خلال مسيرته 44 نزالا، فاز في 40 وتعادل في 1 وخسر في 3. فاز بالضربة القاضية في 27 نزالا.

## روابط خارجية
- فرانكي بالتازار على موقع بوكس ريك (الإنجليزية) (registration required)